# Hauptstrasse 10
Die Hauptstrasse 10 ist eine Hauptstrasse in den Schweizer Kantonen Neuenburg, Freiburg, Bern und Luzern.

## Verlauf
Die Hauptstrasse beginnt in Les Verrières an der Landesgrenze zu Frankreich bei Pontarlier, wo sie als D67bis weiterführt, und endet in Luzern an der Hauptstrasse 2.
Von Ferenbalm bis zur Einmündung der Hauptstrasse 12 in Bern teilt sich die Hauptstrasse die Strasse mit der Hauptstrasse 1, danach auch mit der Hauptstrasse 12 bis zur Neubrückstrasse in Bern. Kurz darauf mündet die Hauptstrasse 6 in die Strasse. Nun teilt sie sich die Strasse mit der Hauptstrasse 16 bis zur A6 bei Muri bei Bern. 
Zwischen Wolhusen und Schachen, Werthenstein teilt sich die Hauptstrasse die Strasse mit der Hauptstrasse 2a. Grössere Orte an der Hauptstrasse sind Luzern, Bern und Neuenburg.  Zwischen Neuenburg und Ins ist ein kurzes Teilstück vierspurig ausgebaut, ansonsten ist die Strecke ganz überwiegend zweispurig und nicht richtungsgetrennt.

## Geschichte

### Neuenburg
Das Fürstentum Neuenburg besass im 18. Jahrhundert fünf sogenannte Herrschaftsstrassen («routes seignieurales»), um die Residenzstadt Neuenburg mit den Hauptstädten der Nachbarstaaten zu verbinden. Zwei dieser fünf Herrschaftsstrassen liegen auf der Strecke der heutigen Hauptstrasse 10:
- die Frankreichstrasse (route de France) über Pontarlier und
- die Berner Kantonsstrasse von Neuenburg über Saint-Blaise und Thielle bis zur Berner Kantonsgrenze.

Diese Strasse diente in erster Linie als Durchgangsstrasse zwischen den Hauptstädten Paris und Bern.

### Bern/Luzern
Seit dem 15. Jahrhundert entwickelte sich der Landweg über Langnau durch das Entlebuch zur bevorzugten Verbindung zwischen Bern und Luzern. Über Jahrhunderte erschwerte eine Felswand zwischen Langnau und Werthenstein das Befahren dieses Landweges. 1796 empfahl der Reiseschriftsteller Johann Georg Heinzmann seinen Lesern, wenn sie den Weg von Bern nach Luzern über Langnau wählten, müssten sie von Langnau aus «lieber einen Bauern zum Begleiter durch das Entlibuch mitnehmen, um nicht irre zu gehen». Erst in den 1830er Jahren wurde diese Strasse zur befestigten Kunststrasse (Chaussee) ausgebaut. Zwischen Werthenstein und Littau ist die Strasse als Autostrasse ausgebaut (Kantonsstrasse K10), der Langsamverkehr nutzt für diesen Abschnitt die Hauptstrasse 2a.